# Burgess Park

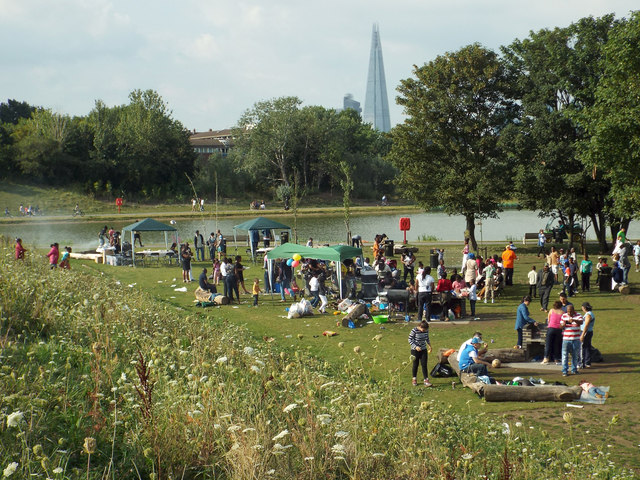
Le parc en 2013

Burgess Park est un parc public situé dans le quartier londonien de Southwark, entre Camberwell à l’ouest, Walworth au nord, Bermondsey à l’est et Peckham au sud. Avec 56 hectares, c'est l'un des plus grands parcs du sud de Londres.
Contrairement à la plupart des autres parcs de Londres, Burgess Park a été créé dans une zone très urbanisée de la ville. Pratiquement toutes les terres actuellement occupées par le parc étaient auparavant des infrastructures de logement, d’industrie et de transport.

## Construction

Carte de Burgess Park

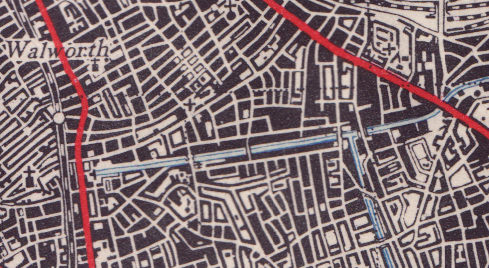
Plan de rue original (1945)

L'idée de Burgess Park est née du plan Abercrombie de 1943 pour les espaces ouverts à Londres, et le terrain a été progressivement assemblé et aménagé au cours des décennies suivantes, d'abord par le London County Council, puis par le Greater London Council, et depuis le milieu des années 1980, par le quartier londonien de Southwark .
La fermeture du canal du Grand Surrey au début des années 1970, qui s'est terminée à Addington Wharf sur le chemin Walworth, a constitué une étape importante dans la construction du parc. Le canal desservait les docks commerciaux de Surrey et la région près de Camberwell était pleine de rues, de maisons et d’édifices industriels du XIXe siècle (y compris une fabrique de bière au gingembre), dont beaucoup avaient été lourdement endommagées par des bombes au cours de la Seconde Guerre mondiale. Le tronçon de canal maintenant incorporé dans le parc est le site de Camberwell Wharf, qui était pratiquement rectiligne. D'autres terrains incorporés dans le parc étaient occupés par des logements. Bien que certains de ces logements soient en mauvais état, de nombreuses maisons parfaitement exploitables ont été démolies pour la construction du parc, ce qui a suscité une vive émotion chez les habitants du secteur.

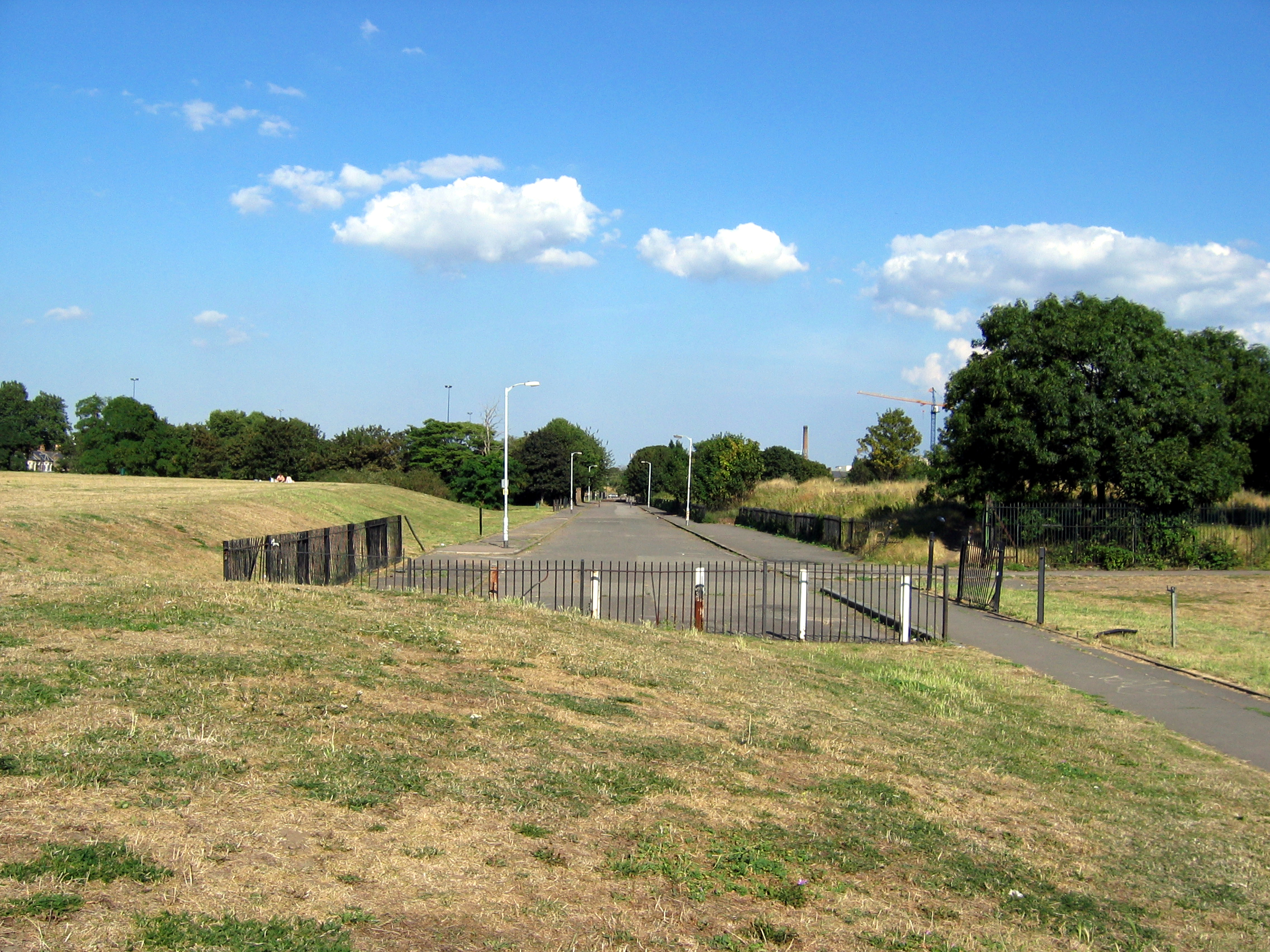
Reste de route

Nommé Burgess Park en 1973 (d'après la conseillère Jessie Burgess, première femme maire de Camberwell), il n'est toujours pas achevé et contient d'anciennes routes mais non encore engazonnées. Les limites du parc de Burgess restent controversées et, comme le parc n’a jamais été achevé, il fait régulièrement l’objet de propositions pour construire des logements, des écoles ou des lignes de transport, ce qui ne serait jamais envisagé dans l'un des parcs victoriens plus traditionnels de Londres.

## Caractéristiques

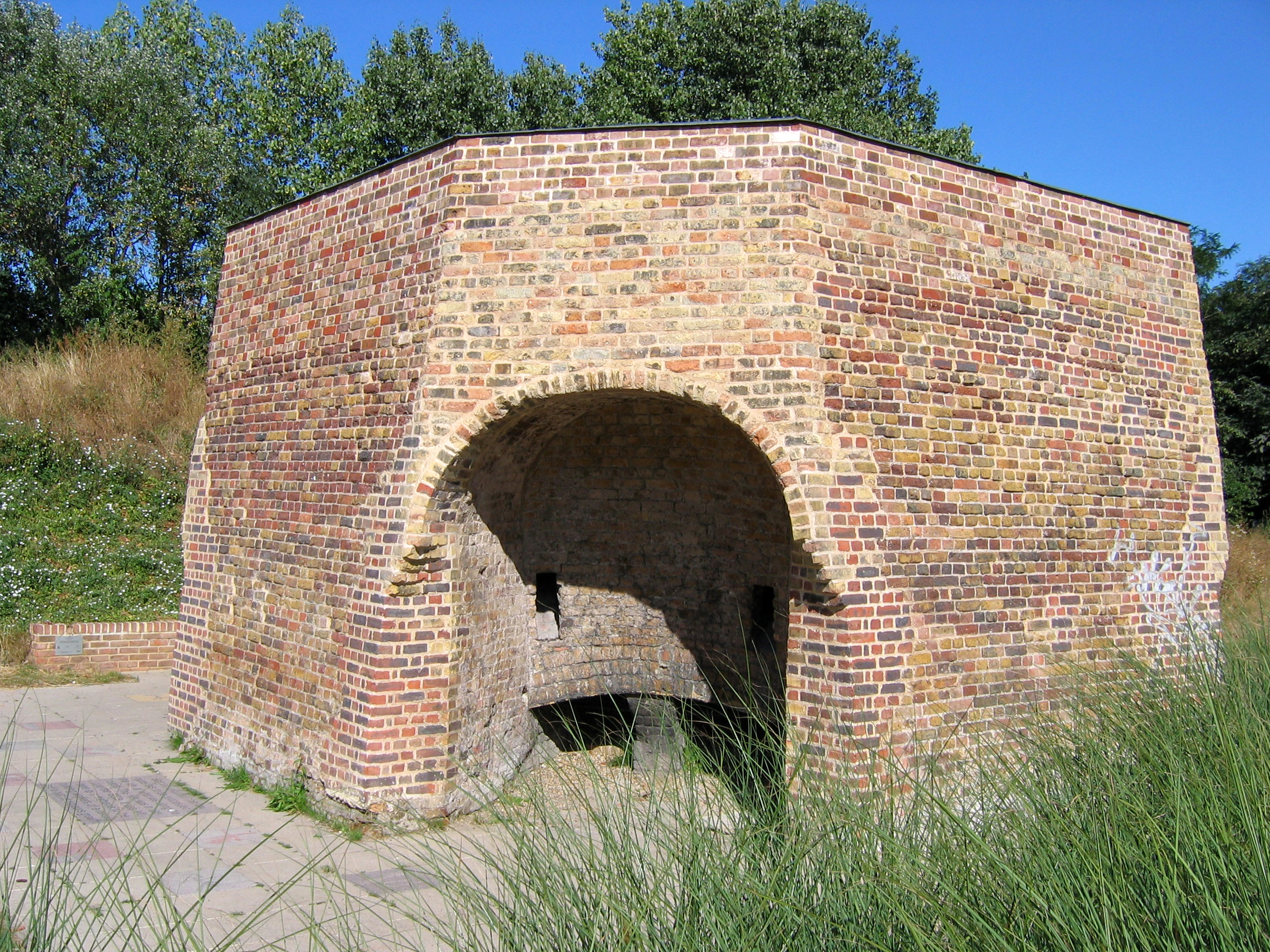
Four à chaux de Burgess Park

Il y a des bâtiments classés dans le parc, restes des rues qui occupaient autrefois le site: un four à chaux, la bibliothèque, les bains et lavoirs et les anciennes aumôneries dans Chumleigh Gardens. Il y a aussi plusieurs ponts qui traversaient le canal.
Chumleigh Gardens, près du centre du parc, est un jardin mondial, avec des plantes et des aménagements paysagers conçus pour refléter la diversité de la population environnante de cette partie très cosmopolite de Londres.
Les Amis du Parc Burgess sont en plein essor et ont également lancé un projet de patrimoine en ligne sur le parc, Bridge To Nowhere. Par le passé, le parc a été l'hôte de nombreux festivals, dont le Carnaval Del Pueblo, la plus grande fête européenne de culture latino-américaine .

En 2009, Burgess Park était l'un des 11 parcs du Grand Londres choisis pour recevoir de l'argent pour son réaménagement par un vote du public. Le parc a reçu une subvention de 2 millions de livres sterling de Boris Johnson, maire de Londres, dans le cadre d'un concours à l'échelle de Londres. Cet argent a été utilisé pour aménager de meilleurs sentiers, un éclairage supplémentaire, des toilettes publiques rénovées et de nouvelles aires de jeux pour les enfants. Des plans ultérieurs avaient été mis en place pour que le conseil de Southwark complète le projet à hauteur de 6 millions de livres sterling afin d'assurer la rénovation de l'espace. 

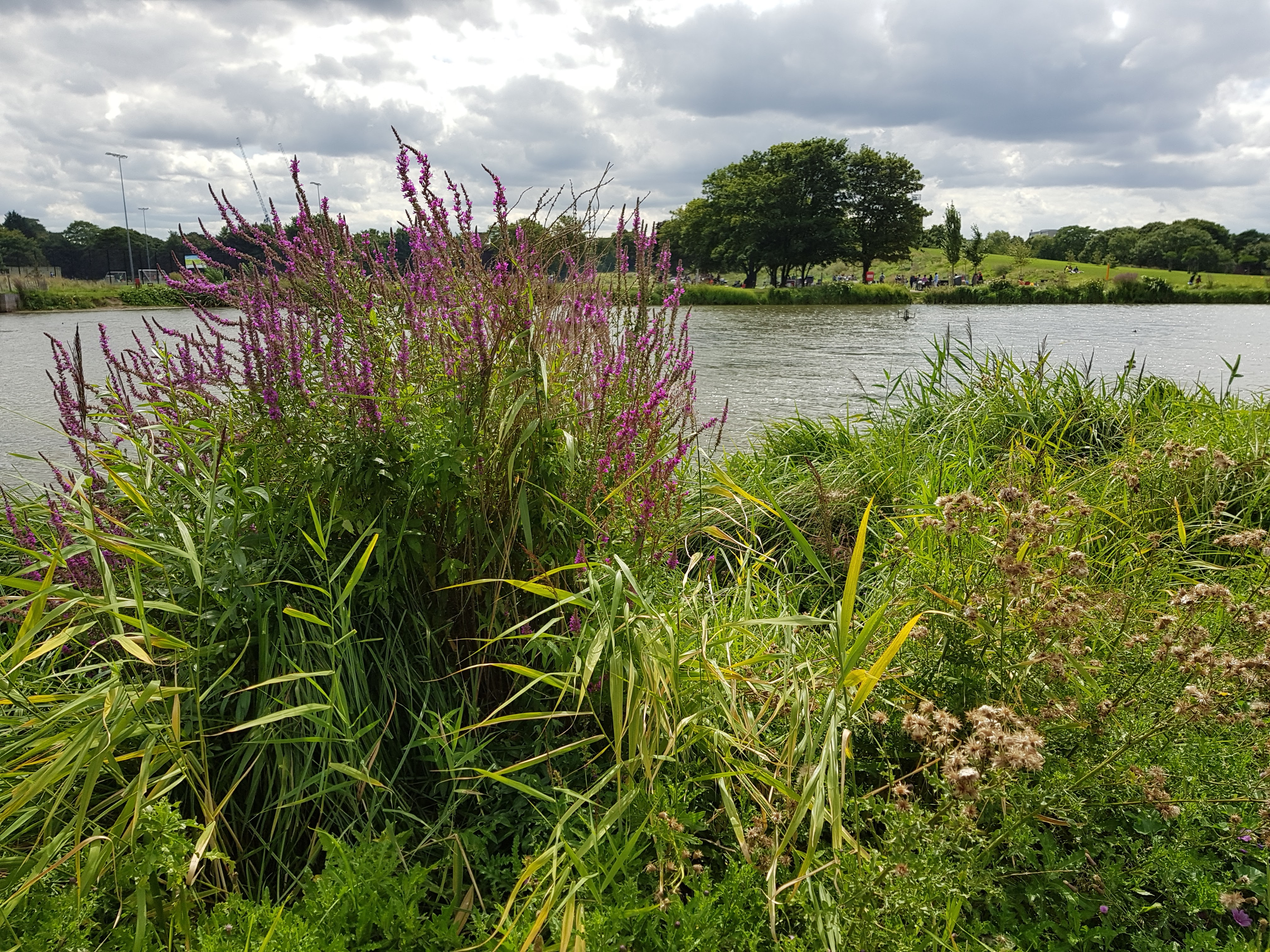
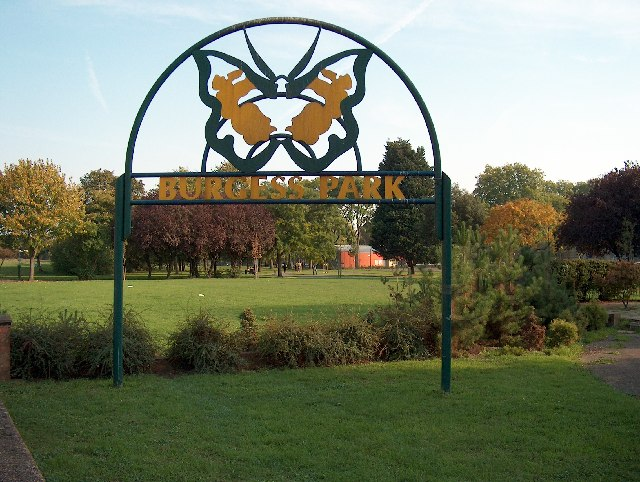
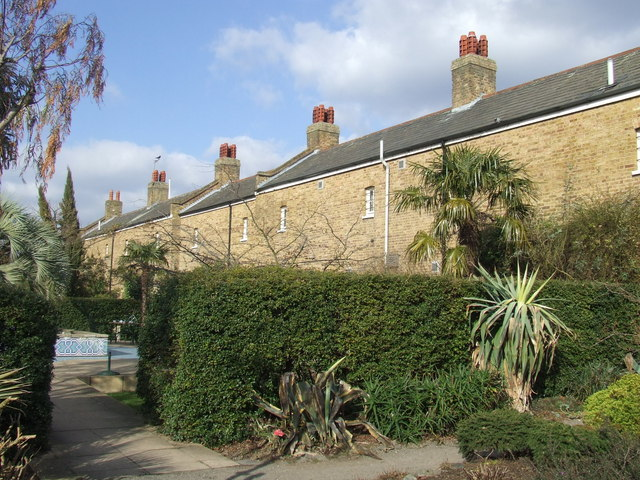
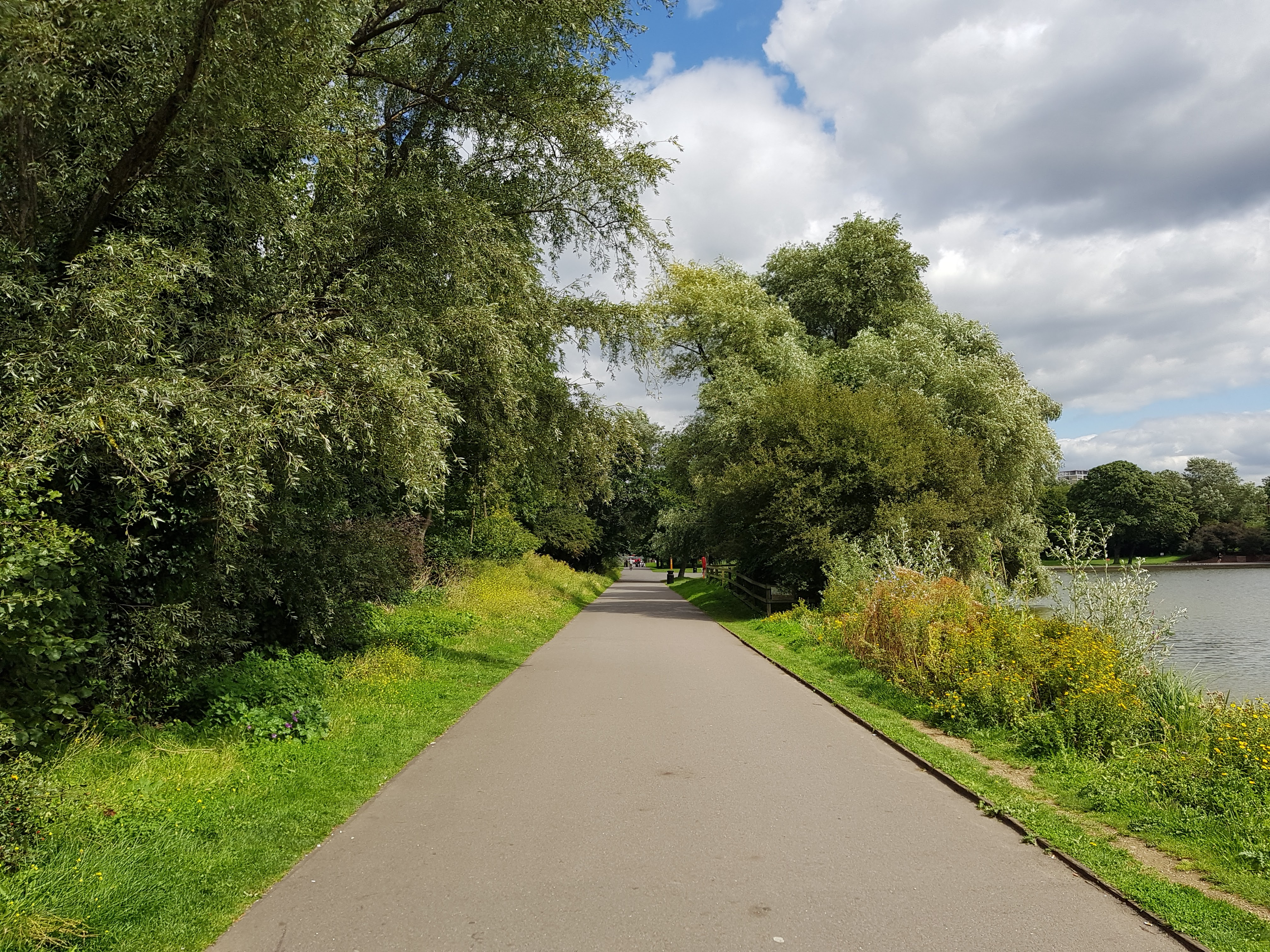